# Semora trochilus
Semora trochilus là một loài nhện trong họ Salticidae.
Loài này thuộc chi Semora. Semora trochilus được Eugène Simon miêu tả năm 1901.